# Ernst-Robert Grawitz
Ernst-Robert Grawitz (8 de junio de 1899 – 24 de abril de 1945) fue un médico alemán y oficial de las SS (Reichsarzt) durante la Alemania nazi.

## Carrera en las SS
Grawitz nació en Charlottenburg, en la parte occidental de Berlín, Alemania. Como Reichsarzt SS und Polizei (Médico del Reich y Policía de las SS), Grawitz se desempeñó además como director de la Cruz Roja Alemana.
Grawitz fue el creador de los programas para «erradicar el pervertido mundo de la homosexualidad» y se aventuró en la búsqueda de una «cura» para la homosexualidad. Se encontraba involucrado en la experimentación con humanos en campos de concentración. Estaba además a cargo de los experimentos con prisioneros de los campos de concentración.
Grawitz estuvo a cargo del grupo destinado a tratar a los enfermos mentales y discapacitados como parte del programa de eutanasia Aktion T4, incluyendo niños, desde 1939. Los oficiales de las SS seleccionaron a médicos para que puedan llevar a cabo la parte final del programa, que consistía en el asesinato de estos grupos. Asimismo, tanto las SS como los médicos civiles, querían aprovechar a los prisioneros de campos de concentración para hacer pruebas y experimentos. Para ello, los interesados tenían que dirigirse a Grawitz, solicitar permiso al Reichsführer-SS Heinrich Himmler, quien finalmente los incorporaba.
En los últimos meses de la Segunda Guerra Mundial, Grawitz fue designado como médico de Adolf Hitler en el Führerbunker. Cuando se enteró de que otros oficiales se encontraban abandonando Berlín para evitar ser capturados por el Ejército Rojo, Grawitz le solicitó a Hitler autorización para abandonar la ciudad; lo cual le fue denegado. Con el avance soviético en la Batalla de Berlín, Grawitz se suicidó y mató al resto de su familia haciendo explotar dos granadas en su casa de Babelsberg.